# Tequus ducra
Tequus ducra – gatunek błonkówki z rodziny Pergidae.

## Taksonomia
Gatunek ten został opisany w 1980 roku przez Davida Smitha pod nazwą Acordulecera ducra. Jako miejsce typowe podano peruwiański stan Cuzco. Holotypem była samica. W 1990 roku autor opisu przeniósł ten gatunek do rodzaju Tequus. 

## Zasięg występowania
Ameryka Południowa, znany jedynie z Peru.

## Biologia i ekologia
Roślinami żywicielskimi są gatunki z rodzaju psianka, w tym ziemniak. Gąsienice żerują na liściach, po czym spadają do gleby gdzie następuje przepoczwarczenie.

## Znaczenie dla człowieka
W Peru powoduje szkody w uprawach ziemniaka.